# دو.دی
دو.دی (به هندی: Dev.D) فیلمی در ژانر رمانتیک و کمدی سیاه محصول سال ۲۰۰۹ و به کارگردانی آنورانگ کاشیاپ است. در این فیلم بازیگرانی همچون آبهای دئول، ماهی گل، کالکی کوچلین ایفای نقش کرده‌اند. فیلم با تحسین منتقدان و مخاطبان همراه بود و در جوایز فیلم‌فیر در  پنج رشته نامزد دریافت جایزه شد که موفق به دریافت هر پنج جایزه، بهترین بازیگر نقش مکمل زن برای کوچلین، بهترین بازیگر زن برای ماهی گل، بهترین کارگردانی، بهترین فیلم‌برداری و بهترین موسیقی متن شد. فیلم ۲۱۵ میلیون روپیه فروش رفت درحالی‌که بودجه ساخت آن ۶۵ میلیون روپیه بود. 

## خلاصه داستان
یک مرد پس از اینکه با عشق زندگی‌اش بهم می‌زند، برای آرامش رو به مواد مخدر می‌آورد، در همین هنگام دختر نیز راه نادرست را انتخاب می‌کند. 